# Dreiband-Europameisterschaft 1956

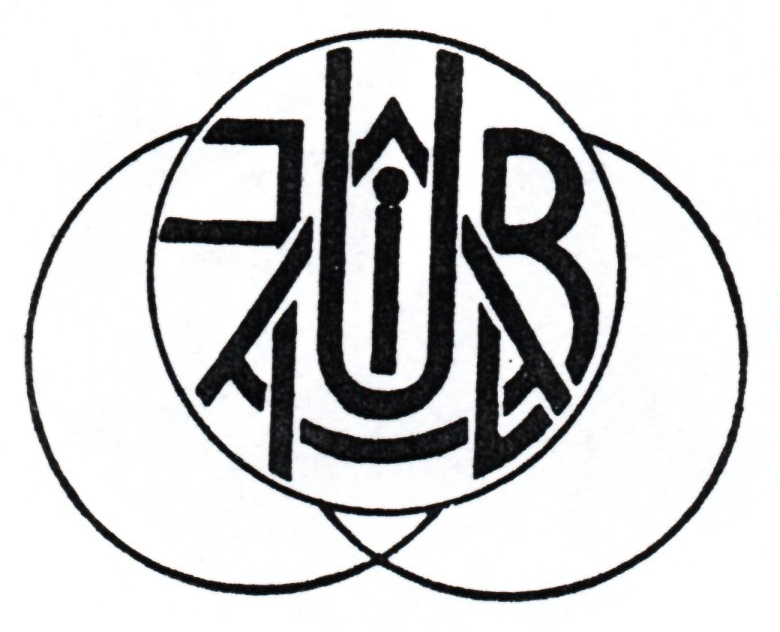
Logo UIFAB (ausrichtender Verband)

Veranstaltungsort: Saarbrücken

Die Dreiband-Europameisterschaft 1956 war das 13. Turnier in dieser Disziplin des Karambolage und fand vom 28. Juni bis zum 1. Juli 1956 in Saarbrücken statt.

## Geschichte
Zum zweiten Mal, in der Geschichte der Europameisterschaft, fand das Turnier in Deutschland statt. Der Belgier René Vingerhoedt gewann zum sechsten Mal in Folge. Abgesehen von seinen „Ausrutscher“ im Jahr zuvor, blieb er, wie gewohnt, verlustfrei. Neben dem besten Generaldurchschnitt spielte er auch die Höchstserie (HS) von 11. Zum dritten Mal, nach 1952 und 1953, wurde der Düsseldorfer August Tiedtke Vizemeister. Der beste Einzeldurchschnitt (BED) ging an den Belgier Pierre Fauconnier mit 1,086. Das lag  deutlich unter der 1,515 Bestmarke von Vingerhoedt aus 1954. Als zweiter deutscher Teilnehmer war erstmals  Ernst Rudolph, der Vater von Christian Rudolph (Dreibandweltmeister von 1996), am Start.

## Modus
Gespielt wurde „Jeder gegen Jeden“ bis 50 Punkte mit Nachstoß/Aufnahmegleichheit.

## Abschlusstabelle
| MP    | Match Points (Sieger = 2; Unentschieden = 1; Verlierer = 0) |
| Pkte. | Erzielte Karambolagen                                       |
| Aufn. | Benötigte Versuche                                          |
| GD    | Generaldurchschnitt                                         |
| BED   | Bester Einzeldurchschnitt eines Spielers                    |
| HS    | Höchstserie                                                 |
|       | Bester GD des Turniers                                      |
|       | Bester ED des Turniers                                      |
|       | Beste HS des Turniers                                       |
|       | 1. Platz (Gold)                                             |
|       | 2. Platz (Silber)                                           |
|       | 3. Platz (Bronze)                                           |

| Endklassement              | Endklassement     | Endklassement | Endklassement | Endklassement | Endklassement | Endklassement | Endklassement |
| Platz                      | Name              | MP            | Pkte.         | Aufn.         | GD            | BED           | HS            |
| -------------------------- | ----------------- | ------------- | ------------- | ------------- | ------------- | ------------- | ------------- |
| 1                          | René Vingerhoedt  | 14:0          | 350           | 421           | 0,831         | 1,063         | 11            |
| 2                          | August Tiedtke    | 10:4          | 338           | 431           | 0,784         | 0,943         | 9             |
| 3                          | Pierre Fauconnier | 8:6           | 293           | 390           | 0,751         | 1,086         | 9             |
| 4                          | Herman Popeijus   | 8:6           | 320           | 468           | 0,683         | 0,862         | 9             |
| 5                          | António Ventura   | 8:6           | 300           | 458           | 0,655         | 0,862         | 9             |
| 6                          | Johann Scherz     | 4:10          | 298           | 453           | 0,657         | 0,595         | 7             |
| 7                          | Ernst Rudolph     | 2:12          | 300           | 454           | 0,660         | 0,769         | 6             |
| 8                          | Jaime Pimenta     | 2:12          | 278           | 517           | 0,537         | 0,735         | 5             |
| Turnierdurchschnitt: 0,689 |                   |               |               |               |               |               |               |